# Monterey Bay FC
Monterey Bay Football Club é um time de futebol dos Estados Unidos da Condado de Monterey. O clube foi fundado em 21 de fevereiro de 2021,  e é um time da USL Championship, a segunda divisão do campeonato americano de futebol.